# Max Georg Freiherr von Twickel
Max Georg Freiherr von Twickel (* 22. August 1926 in Havixbeck; † 28. November 2013 in Mettingen) war ein deutscher Geistlicher, Weihbischof im Bistum Münster und Bischöflich Münsterscher Offizial im Offizialatsbezirk Oldenburg. 

## Herkunft und Familie
Er war das fünfte von acht Kindern von Rudolf Freiherr von Twickel (1893–1974) und dessen Ehefrau Margarete geb. Gräfin Droste zu Vischering (1896–1980). Der Vater war Ritterguts- und Herrschaftsbesitzer im Münsterland und ein in der katholischen Zentrumspartei politisch aktiver Malteserritter.

## Werdegang
Von Twickel studierte ab 1945 Theologie in Münster und ab 1948 in Innsbruck. Am 6. August 1952 empfing er die Priesterweihe von Bischof Michael Keller. Nach seelsorgerischer Tätigkeit in Hl. Geist in Recklinghausen und St. Josef in Neubeckum absolvierte er ein Aufbaustudium in Innsbruck. 1953 wurde er Kaplan in St. Stephanus in Beckum. Es folgten ab 1955 weitere Studien in Innsbruck und Rom. In Innsbruck wurde er 1955 mit der Arbeit Die Kontroverse um die Definition des Vatikanums zum Glaubenszweifel zum Dr. theol. promoviert. 
1959 wurde er Präses am Collegium Heerde, Religionslehrer am Ratsgymnasium in Münster und Domvikar an der Hohen Domkirche in Münster. Im Jahr 1964 wurde er zusätzlich Assistent und Lehrbeauftragter an der Pädagogischen Hochschule Westfalen-Lippe, Abteilung Münster I. 1967 wurde von Twickel zum Pfarrer an St. Felizitas in Lüdinghausen und zum Dechanten im Dekanat Lüdinghausen berufen. 1968 wurde er zusätzlich Kreisdechant im Altkreis Lüdinghausen.
Im Jahre 1970 wurde er von Bischof Heinrich Tenhumberg zum Bischöflichen Offizial in Vechta und zum nichtresidierenden Domkapitular ernannt. Papst Paul VI. ernannte ihn am 18. Januar 1973 zum Titularbischof von Lugura und Weihbischof in Münster. Seitdem ist der Offizial für den Oldenburger Teil des Bistums stets auch Regionalbischof für diese Region. Zusammen mit Reinhard Lettmann und Ludwig Averkamp empfing er am 24. Februar desselben Jahres die Bischofsweihe von Bischof Heinrich Tenhumberg. Mitkonsekratoren waren die Weihbischöfe Heinrich Baaken und Laurenz Böggering. Sein Wahlspruch lautete: „Largire clarum vespere“ (Gib Licht am Abend).
Kurz vor Vollendung des 75. Lebensjahres wurde er am 6. Juli 2001 als Weihbischof und Offizial des Offizialatsbezirks Oldenburg emeritiert. Am 6. August 2002 feierte er in Münster mit 20 anderen Priestern, darunter Hermann Josef Spital, das Goldene Priesterjubiläum.
Er wohnte danach auf Gut Stovern in Salzbergen. Weihbischof von Twickel verstarb am 29. November 2013 in Mettingen, am 7. Dezember wurde er auf dem katholischen Friedhof in Vechta bestattet. Bischof Felix Genn würdigte ihn als einen „guten Hirten“.
Der „Caritas-Sozialfonds Weihbischof Freiherr von Twickel“ setzt sich für soziale Belange im Oldenburger Land ein.

## Schriften
- Überblick zur katholischen Kirchengeschichte im früheren Niederstift Münster und im heutigen Offizialatsbezirk Oldenburg bis in die Gegenwart (= Vorträge der Oldenburgischen Landschaft, Heft 31). Isensee, Oldenburg 2001, ISBN 3-89598-781-6.
- Die katholische Kirchenordnung in Oldenburg nach 1803. Entstehung und Entwicklung regionaler Eigenständigkeit im Verbund mit dem Bistum Münster. Aschendorff, Münster 2015, ISBN 978-3-402-13055-1.